# Oswaldo Dragun
Oswaldo Dragun, também conhecido como Osvaldo Dragún (Entre Ríos, 7 de maio de 1929—Buenos Aires, 14 de junho de 1999), foi um escritor e dramaturgo argentino.

## Obras
- La peste viene de Melos (1956)
- Historias para ser contadas (1956)
- La Historia del hombre que se convirtió en perro (1957)
- Túpac Amaru
- Los de la mesa 10
- Milagro en el mercado viejo (1963)
- Heroica de Buenos Aires (1965)
- El Jardín del Infierno (1975)
- Mi obelisco y yo (1981)
- Al vencedor (1982)
- Hoy se comen al flaco (1983)
- Al Violador(1984)
- El amasijo (1984)
- ¡Arriba Corazón!
- Volver a La Habana
- La soledad del astronauta